# Acesulfamkalium

Acesulfamkalium eller Acesulfam K är ett sötningsmedel med E-nummer E 950. Det används ofta tillsammans med aspartam i bland annat lightdrycker, godis och glass. Acesulfamkalium är 130-200 gånger sötare än sackaros, och helt kalorifri för människan. Anledningen till att det ofta kombineras med andra sötningsmedel är att det ensamt kan ha en bitter eftersmak.
Acesulfamkalium har låg giftighet[källa behövs], men djurförsök med mycket höga doser har visat på effekter som förstorad blindtarm, viktminskning och diarré. Däremot bedöms det inte vara cancerogent.[källa behövs]
I en studie från 1997 såg man att råttor som gavs Acesulfam K uppvisade klastogena effekter i benmärgen.  Det innebär att deras kromosomer förstördes, vilket i sin tur skulle kunna innebära cancerframkallande effekter. Dessa effekter såg man redan vid doser som var inom Acceptabelt Dagligt Intag (ADI). De här resultaten har dock inte upprepats, vilket är grundförutsättningen för att ett studieresultat ska kunna användas i regleringen av tillsatser eller råda som någon vetenskaplig sanning.